# Sternocoelis comosellus
Sternocoelis comosellus är en skalbaggsart som först beskrevs av Leon Fairmaire 1883.  Sternocoelis comosellus ingår i släktet Sternocoelis och familjen stumpbaggar. Inga underarter finns listade i Catalogue of Life.